# Velika nagrada vzhodnih ZDA
Velika nagrada vzhodnih ZDA je bila dirka svetovnega prvenstva Formule 1, ki je potekala med sezonama 1982 in 1987.

## Zmagovalci Velike nagrade vzhodnih ZDA
| Leto | Dirkač           | Konstruktor    | Dirkališče | Poročilo |
| ---- | ---------------- | -------------- | ---------- | -------- |
| 1988 | Ayrton Senna     | McLaren-Honda  | Detroit    | Poročilo |
| 1987 | Ayrton Senna     | Lotus-Honda    | Detroit    | Poročilo |
| 1986 | Ayrton Senna     | Lotus-Renault  | Detroit    | Poročilo |
| 1985 | Keke Rosberg     | Williams-Honda | Detroit    | Poročilo |
| 1984 | Nelson Piquet    | Brabham-BMW    | Detroit    | Poročilo |
| 1983 | Michele Alboreto | Tyrrell-Ford   | Detroit    | Poročilo |
| 1982 | John Watson      | McLaren-Ford   | Detroit    | Poročilo |